# Ripley (Mississippi)
Ripley é uma cidade localizada no estado americano de Mississippi, no Condado de Tippah.

## Demografia
Segundo o censo americano de 2000, a sua população era de 5478 habitantes.
Em 2006, foi estimada uma população de 5656, um aumento de 178 (3.2%).

## Geografia
De acordo com o United States Census Bureau tem uma área de
29,9 km², dos quais 29,8 km² cobertos por terra e 0,1 km² cobertos por água. Ripley localiza-se a aproximadamente 152 m acima do nível do mar.

## Localidades na vizinhança
O diagrama seguinte representa as localidades num raio de 28 km ao redor de Ripley.